# Aylostera albopectinata
Aylostera albopectinata ist eine Pflanzenart in der Gattung Aylostera aus der Familie der Kakteengewächse (Cactaceae). Das Artepitheton albopectinata leitet sich von den lateinischen Worten albus für ‚weiß‘ sowie pectinatus für ‚kammartige‘ ab und verweist auf die Bedornung der Art.

## Beschreibung
Aylostera albopectinata wächst einzeln mit kugelförmigen, graugrünen Körpern. Die Körper erreichen Durchmesser von 1,5 Zentimeter und besitzen Rübenwurzeln. Die bis 16 senkrechten Rippen sind deutlich in Höcker gegliedert. Die darauf befindlichen ovalen Areolen sind weiß oder hellbraun. Es sind bis zu zwei weiße bis 1 Millimeter lange Mitteldornen vorhanden, die auch fehlen können. Von den bis zu 13 weißen Randdornen ist einer abwärts gerichtet. Die übrigen stehen in Paaren, liegen an der Körperoberfläche an und bedecken diesen. Die Randdornen werden bis 3 Millimeter lang.
Die roten Blüten haben einen rosafarbenen bis weißen Schlund. Sie erreichen Durchmesser von 4,5 Zentimetern und werden bis 5 Zentimeter lang. Das Perikarpell und die Blütenröhre sind mit weißen Haaren und Borsten besetzt. Die kugelförmigen Früchte sind ebenfalls mit weißen Haaren und Borsten besetzt und erreichen Durchmesser von bis zu 5 Millimetern.

## Verbreitung, Systematik und Gefährdung
Aylostera albopectinata ist in Bolivien im Departamento Chuquisaca im Gebiet um Culpina und Camargo in Höhenlagen von 3000 bis 3500 Meter verbreitet, wo sie in der Puna-Vegetation wachsen.
Die Erstbeschreibung der Art wurde 1972 von Walter Rausch als Rebutia albopectinata veröffentlicht. Stefano Mosti und Alessio Papini stellten die Art 2011 in die Gattung Aylostera.
Erste Pflanzen dieser Art fand Friedrich Ritter bereits 1958 mit seiner Feldnummer FR 758 und bezeichnete diese als Rebutia densipectinacea. Eine gültige Beschreibung mit diesem Namen wurde nie durchgeführt und Ritter selbst stellte Rebutia densipectinacea 1980 als Synonym zu Rebutia albopectinata.
In der Roten Liste gefährdeter Arten der IUCN wird die Art als „Endangered (EN)“, d. h. als stark gefährdet geführt.

## Nachweise